# Fusée pour la Lune

Fusée pour la Lune (Missile to the Moon) est un film américain de science-fiction réalisé par Richard E. Cunha et sorti en 1958.

## Résumé
Dirk Green est un ingénieur qui a construit une fusée pour atteindre la Lune. Le gouvernement lui envoie un militaire qui lui explique que ce genre d'expérimentation ne peut se faire à titre privé et que son projet doit passer sous l'égide gouvernementale. Green n'est pas d'accord du tout alors que ses deux collaborateurs Steve et June le seraient plutôt. 
En pleine discussion le sheriff du lieu entre en leur indiquant que deux jeunes évadés de prison (Lon et Gary) ont été signalés dans le secteur. Green propose au sheriff d'aller voir lui-même dans la fusée, il les trouve, les enferme dans la cabine de pilotage, prévient le sheriff qu'il n'a rien trouvé et revient avec l'intention de faire décoller la fusée, les deux voyous pouvant l'aider à manœuvrer. Steve et June s'inquiétant de son absence entrent à leur tour dans la fusée… qui décolle.
Sur sa trajectoire, la fusée traverse un champ de météorites qui désorganise l'agencement de la cabine de pilotage, Dirk reçoit une batterie sur le crâne, avant de mourir il précise à ses compagnons qu'ils doivent alunir là où il l'a prévu et pas ailleurs et lui donne un médaillon où il est indiqué "Lido"
Sur la Lune, la petite équipe doit affronter des hommes de pierre, puis s'engouffre dans des cavernes où ils découvrent une petite matriarchie. Ils sont reçus très chaleureusement par une armada de jolies filles qui leur offrent des mets succulents. L'une des filles aperçoit le médaillon au cou de Steve et le signale à la reine (la Lido). Or la reine est aveugle et croit avoir affaire à Dirk. On apprend alors que Dirk était l'un des rares Sélénites masculins et qu'il a été bloqué de longues années sur Terre à la suite d'une avarie de vaisseau. Le mariage entre la Lido et Steve est prévu de façon imminente. Cela n'est pas du gout de June qui s'oppose violemment à ce projet. Alpha, la seconde de la reine profite de la confusion pour tuer la Lido. Alpha organise le mariage avec Steve en ayant pris soin de l'hypnotiser. En préalable, June est livrée à une araignée géante. 
Zeta qui est tombée amoureuse de Lon prépare un plan d'évasion, après avoir laissé filer Lon et Gary, elle défie Alpha et évacue l'oxygène du souterrain. Steve libéré de l'hypnose s'échappe et libère June. Les quatre Terriens récupèrent leurs scaphandres, mais Gary retardé dans sa marche par le poids des diamants qu'il a trouvés dans la grotte est grillé par les rayons du Soleil. Les trois survivants regagnent alors la fusée.

## Fiche technique
- Titre français : Fusée pour la Lune
- Titre original : Missile to the Moon
- Réalisateur : Richard E. Cunha
- Producteur : Marc Frederic
- Scénario : H.E. Barrie, Vincent Fotre
- Genre : Science-Fiction
- Musique : Nicholas Carras
- Photographie : Meredith M. Nicholson
- Durée : 78 minutes
- Pays de production :  États-Unis
- Date de sortie : 
  - États-Unis : 15 décembre 1958

## Distribution
- Richard Travis : Steve Dayton
- Cathy Downs : June Saxton
- K. T. Stevens : La Lido (la reine de la Lune)
- Tommy Cook : Gary
- Gary Clarke : Lon
- Michael Whalen : Dirk Green
- Nina Bara : Alpha
- Laurie Mitchell : Lambda
- Marjorie Hellen : Zeta
- Henry Hunte : Colonel Wickers
- Lee Roberts : Sheriff Cramer
- Pat Mowry (Miss New-Hamphire) : une sélénite
- Tania Velia (Miss Yougoslavie, 1952) : une sélénite
- Sanita Pelkey (Miss Etat de New-York) : une sélénite
- Lisa Simone (Miss France) : une sélénite [1]
- Mary Ford : (Miss Minnesota) : une sélénite
- Marianne Gaba : (Miss Illinois) : une sélénite
- Sandra Wirth : (Miss Floride) : une sélénite
- Renata Hoy : Miss Allemagne

## Autour du film
- Le générique du film annonce une série de vainqueurs de concours de beauté sans qu'on puisse savoir s'il s'agit des véritables vainqueurs, de finalistes, de simples participantes voire d'homonymes. Tania Velia a été élue Miss Yougoslavie en 1952[2].
- Le paysage lunaire utilisé dans le film est Vasquez Rocks, un lieu de tournage de films et de télévision populaire près de Los Angeles, Le lieu est désert et caillouteux mais les responsables du montage ont laissé passer des plans où l'on aperçoit nettement de la broussaille.